# 1962 في إسبانيا
فيما يلي قوائم الأحداث التي وقعت خلال عام 1962 في إسبانيا.

## سياسة

### تعيين في المنصب
- 1 يونيو – مانويل فراغا Minister of Information and Tourism  [لغات أخرى]‏.

### انتهاء فترة المنصب
- 1 يناير – توركواتو فيرنانديث-ميراندا مدير عام التدريس الجامعي.
- 1 يناير – مانويل فراغا .

## رياضة
- 1 يناير – طواف إسبانيا 1962

## مواليد

### يناير
- 1 يناير – انا اغنر ممثلة إسبانية.
- 1 يناير – خوان مانويل سانتشيث دي كاسترو سياسي إسباني.
- 5 يناير – ال ريستاس
- 6 يناير – أنطونيو إسبارسا دراج إسباني.
- 23 يناير – إلبيرا ليندو كاتبة إسبانية.
- 27 يناير – انسيلمو فويرتي درّاج طريق إسباني.

### فبراير
- 24 فبراير – دومينغو مانريكي متسابق يخت إسباني.

### مارس
- 13 مارس – بيللو رويز كابيستاني
- 22 مارس – خوان أغيليرا لاعب كرة مضرب إسباني.
- 25 مارس – فرناندو مارتين إسبينا لاعب كرة سلة إسباني.
- 26 مارس – خيسوس بلانكو فيلار دراج إسباني.
- 26 مارس – لويس لوبيز

### أبريل
- 12 أبريل – كارلوس ساينز سائق رالي إسباني.
- 18 أبريل – كيرم بيجم مهندسة معمارية إسبانية.

### مايو
- 7 مايو – فرانسيسكو اسبينوزا درّاج طريق إسباني.

### يونيو
- 10 يونيو – خوسيه سريزويلا لاعب كرة قدم أرجنتيني.
- 29 يونيو – خوان لابورتا abdellrahmane. m.

### يوليو
- 5 يوليو – روبرتو فيرنانديز لاعب كرة قدم إسباني.
- 28 يوليو – خوسيه لويس نافارو دراج إسباني.

### أغسطس
- 3 أغسطس – ألبرتو توس لاعب كرة مضرب إسباني.
- 13 أغسطس – مانويل فالس
- 29 أغسطس – خورخي مارتينيز متسابق دراجات نارية إسباني.

### سبتمبر
- 8 سبتمبر – سيرخيو كاسال لاعب كرة مضرب إسباني.
- 11 سبتمبر – خوليو ساليناس لاعب كرة قدم إسباني.
- 12 سبتمبر – ريكارد كاساس

### أكتوبر
- 24 أكتوبر – أبيل أنطون
- 27 أكتوبر – ألبرتو مارتينيز لاعب كرة قدم إسباني.

### نوفمبر
- 1 نوفمبر – فرانسيسكو لوبيز لاعب كرة قدم إسباني.

### ديسمبر
- 23 ديسمبر – خوان خوسيه رامون مانغاس مُجدّف كانوي إسباني.
- 29 ديسمبر – كارلس بوتشدمون سياسي إسباني.

## وفيات

### يناير
- 1 يناير – دييغو مارتينيز باريو (مواليد 1883)

### مارس
- 10 مارس – جوان مارش (مواليد 1880)

### أبريل
- 24 أبريل – إميليو برادوس (مواليد 1899) كاتب إسباني.

### يونيو
- 10 يونيو – فرانشيسكو برو (مواليد 1885) لاعب كرة قدم إسباني.

### أغسطس
- 5 أغسطس – رامون بيريث دى أيالا (مواليد 1880) كاتب إسباني.

### ديسمبر
- 23 ديسمبر – لويس ألبرني (مواليد 1886)